# Jerônimo Monteiro
Jerônimo Monteiro is een gemeente in de Braziliaanse deelstaat Espírito Santo. De gemeente telt 11.235 inwoners (schatting 2009).

## Verkeer en vervoer
De plaats ligt aan de wegen BR-482/ES-482 en ES-177.

## Geboren in Jerônimo Monteiro
- Sebastião Leônidas (1938), voetballer en trainer